# Elecciones presidenciales de Uruguay de 1839
Las elecciones presidenciales de 1839 fueron las terceras elecciones presidenciales celebradas en el joven Estado Oriental del Uruguay. Estas se realizaron el 1 de marzo de 1839 para elegir al presidente de la república en el período comprendido entre el 1 de marzo de 1839 al 1 de marzo de 1843.
Estas elecciones se realizaron unos días antes al inicio de la Guerra Grande.
Esta elección se realizó bajo las normas de la constitución de 1830, la cual establecía que el presidente de la república sería elegido mediante votación nominal por todos los miembros de la Asamblea General en una sesión permanente realizada el 1 de marzo, requiriéndose una pluralidad absoluta para ser investido en el cargo.

## Antecedentes

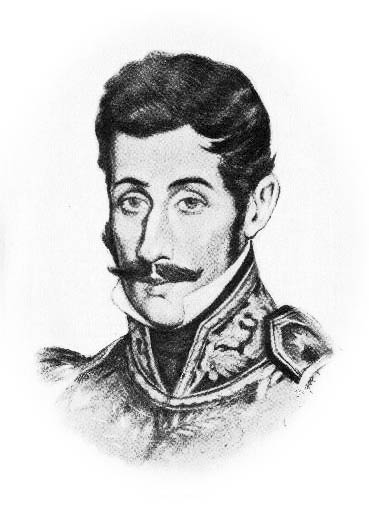
Manuel Oribe

Estas elecciones se realizaron tras la caída y exilio de Manuel Oribe; causada por el bloqueo francés y la derrota blanca en batallas como la de Palmar.

## Sistema Electoral
El sufragio solo lo ejercían los miembros de la asamblea general. El voto no era secreto, ya que los Diputados y Senadores tenían que firmar su balota.

## Resultados

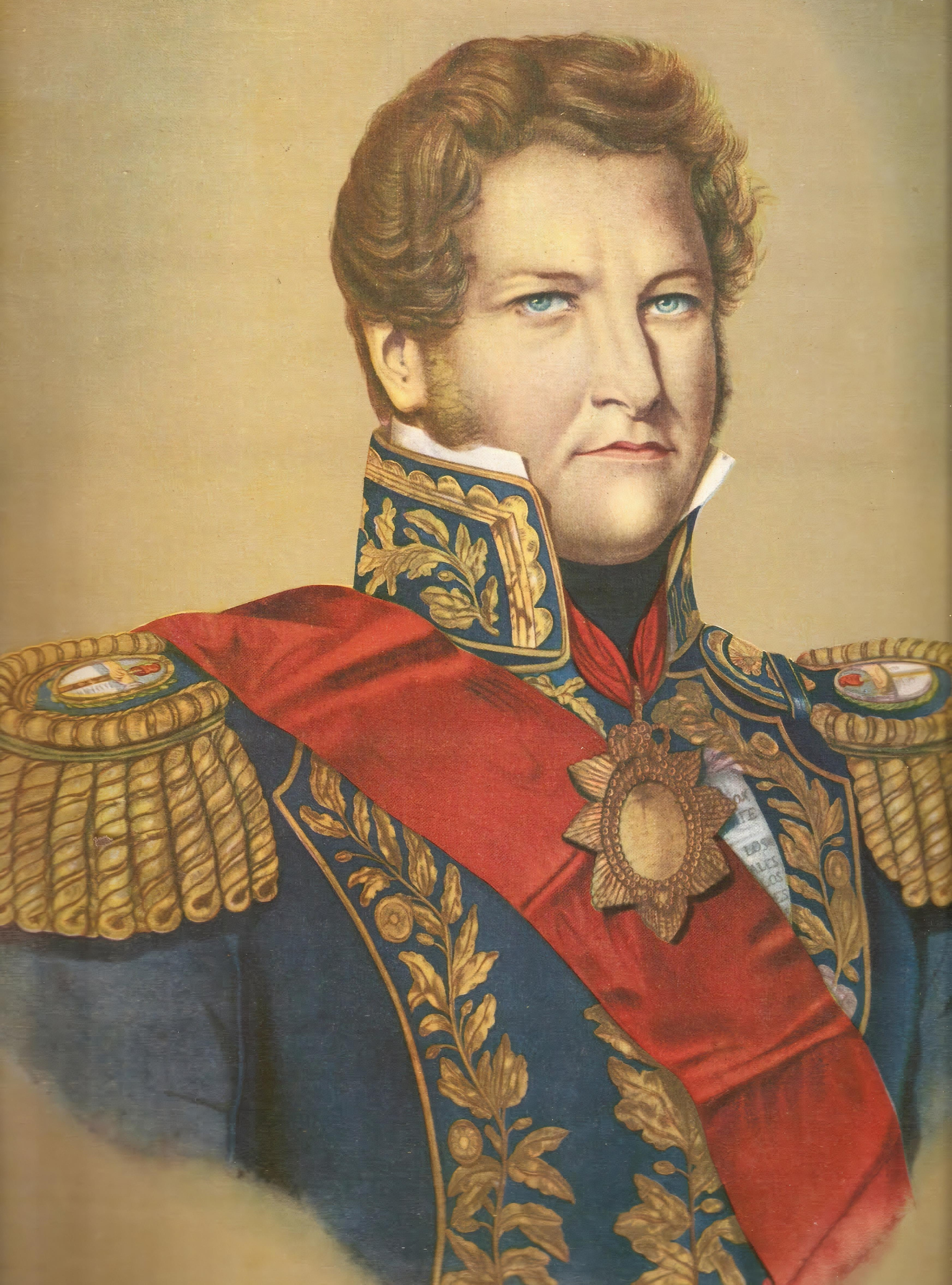
Juan Manuel de Rosas

| Candidato               | Partido          | Votos | %     |
| ----------------------- | ---------------- | ----- | ----- |
| Fructuoso Rivera        | Partido Colorado | 28    | 96.55 |
| Gabriel Antonio Pereira | Partido Colorado | 1     | 3.45  |
| Total                   | Total            | 29    | 100   |
| Fuente:                 |                  |       |       |

## Consecuencias
Pocos días después de asumir la presidencia; Rivera le declararía la guerra a Rosas, marcando así el inicio de la Guerra Grande.